# 練馬区立大泉第一小学校
練馬区立大泉第一小学校（ねりまくりつ おおいずみだいいちしょうがっこう）とは、東京都練馬区大泉町3丁目にある小学校。

## 沿革
- 1897年（明治30年）11月4日 - 大泉村立泉尋常小学校橋戸分教場開校[1][2]
- 1915年（大正4年） - 大泉尋常高等小学校橋戸分教場に改称
- 1941年（昭和16年） - 東京市大泉国民学校橋戸分教場に改称
- 1943年（昭和18年） - 東京都大泉国民学校橋戸分教場に改称
- 1946年（昭和21年）12月1日 - 独立して東京都大泉第一小学校となる
- 1947年（昭和22年）
  - 4月 - 板橋区立大泉第一小学校となる
  - 8月1日 - 練馬区立大泉第一小学校となる
- 1966年（昭和41年）11月10日 - 20周年記念式典及び校歌制定（作詞：八窪傳、作曲：警視庁音楽隊[3]）
- 2008年（平成20年）4月1日 - 2学期制になる
- 2016年（平成28年）4月1日 - 3学期制になる[4]

## 通学区域
- 練馬区
  - 大泉町1丁目（41～43番、52～58番）、2丁目（20～22番、29～48番）、3丁目[5]

## 進学先中学校
- 練馬区立大泉北中学校 - 大泉町3丁目1～20番、24～32番
- 練馬区立大泉学園中学校 - 大泉町3丁目（33～40番）
- 練馬区立八坂中学校 - 大泉町1丁目、2丁目（20～22番、29～48番）、3丁目（21～23番）[6]

## 交通アクセス
- 西武池袋線 大泉学園駅より徒歩31分